# The Finest Hours (2016)
The Finest Hours ist ein US-amerikanisches Historien-Drama von Craig Gillespie, das auf dem Roman The Finest Hours – The True Story of the U.S. Coast Guard’s Most Daring Sea Rescue von Michael J. Tougias und Casey Sherman aus dem Jahr 2009 basiert, am 29. Januar 2016 in die US-amerikanischen und am 31. März 2016 in die deutschen Kinos kam.

## Handlung
Man schreibt den 18. Februar 1952. Ein gewaltiger Sturm trifft mit voller Wucht auf New England und lässt die Menschen an der Ostküste um ihr Leben bangen. Noch hilfloser sind die Schiffe auf See, darunter der Öltanker SS Pendleton, der vom Sturm in zwei Teile gerissen wird, wobei der Kapitän ums Leben kommt. Es befinden sich indes 33 Seeleute im noch schwimmfähigen Heck des Tankers, deren Führung Ray Sybert als ranghöchster Offizier an Bord übernimmt, während die übrigen eigentlich lieber ein Rettungsboot besteigen würden, was Sybert jedoch als aussichtslos erkennt und verhindert.
Zur gleichen Zeit werden die vom Wrack abgegebenen Schiffshorn-Signale am Festland wahrgenommen. Der wachhabende Offizier Daniel Cluff, kürzlich erst zum Stationschef der Küstenwache ernannt, gibt den Befehl zu einer waghalsigen Rettungsaktion. Obwohl ein Sturm ungeahnten Ausmaßes tobt, stechen vier Männer unter dem Kommando des Steuermanns Bernie Webber in einem kleinen hölzernen Rettungsboot in See, um eisigen Temperaturen, 20 Meter hohen Wellen, einer gefährlichen Sandbank und einem wütenden Sturm zu trotzen und die Männer an Bord der Pendleton zu retten. Die Verlobte Webbers versucht noch, die Aktion zu verhindern, scheitert jedoch an der Uneinsichtigkeit des Kommandeurs.
Die Männer an Bord des Heckteils haben dieses mittels provisorischer Hilfsmittel lenkbar gemacht, um das treibende Wrack auf eine Untiefe zu setzen und so sein Sinken hinauszuzögern. Dies gelingt der Mannschaft, bevor die Maschinen und Pumpen endgültig ausfallen. Kurz vor dem Untergang des Wracks schafft es auch die Besatzung des Rettungsschiffs bis zu der Sandbank. Die Crew des Schiffswracks kann bis auf den Koch, der während des Abstiegs auf das Rettungsboot gegen das Wrack geschleudert wird und stirbt, vollständig an Bord genommen werden.
Das maßlos überfüllte Rettungsschiff erhält von Cluff über Funk den Befehl, die Geretteten fünf Meilen weiter nordöstlich auf dem Meer auf ein Feuerschiff abzusetzen. Bernie Webber entscheidet sich jedoch dagegen, da sowohl der Kompass seines Rettungsschiffs ausgefallen ist, als auch er beschlossen hat, die Schiffbrüchigen zum Festland zu bringen. Sein Plan ist es, sich von der Strömung der Flut an Land bringen zu lassen und sich an beleuchteten Landmarken zu orientieren. Währenddessen warten seine Verlobte und zahlreiche andere Menschen an der Station der Küstenwache auf das Boot. Um diesem bei der Orientierung zu helfen, da im ganzen Ort der Strom ausgefallen ist, schalten sie die Scheinwerfer ihrer Autos ein, sodass das Rettungsboot sicher den Hafen erreichen kann.

## Produktion

### Produktionsgeschichte

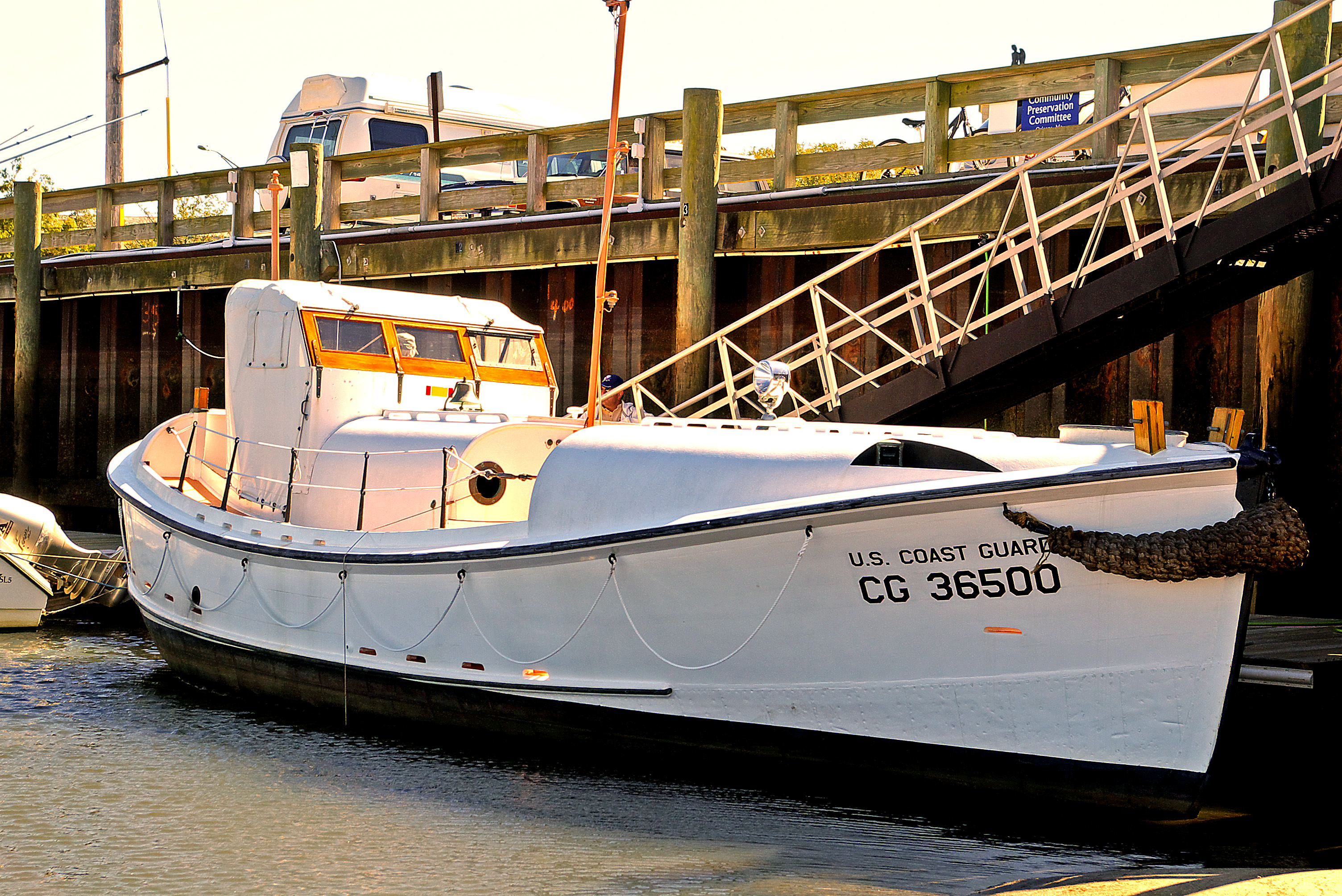
Das Rettungsboot CG 36500 ist heute ein Museumsschiff

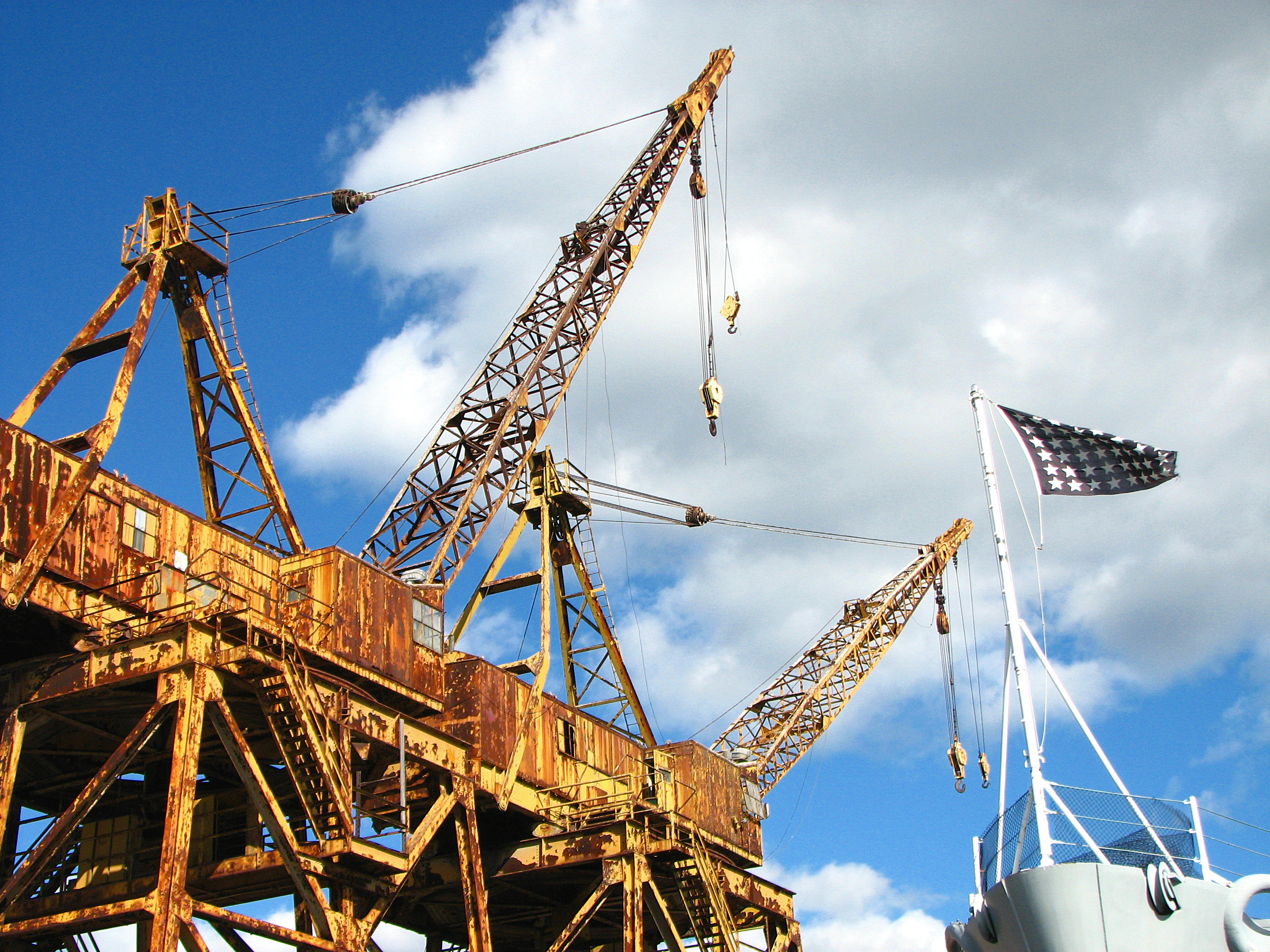
Der Fore River Shipyard

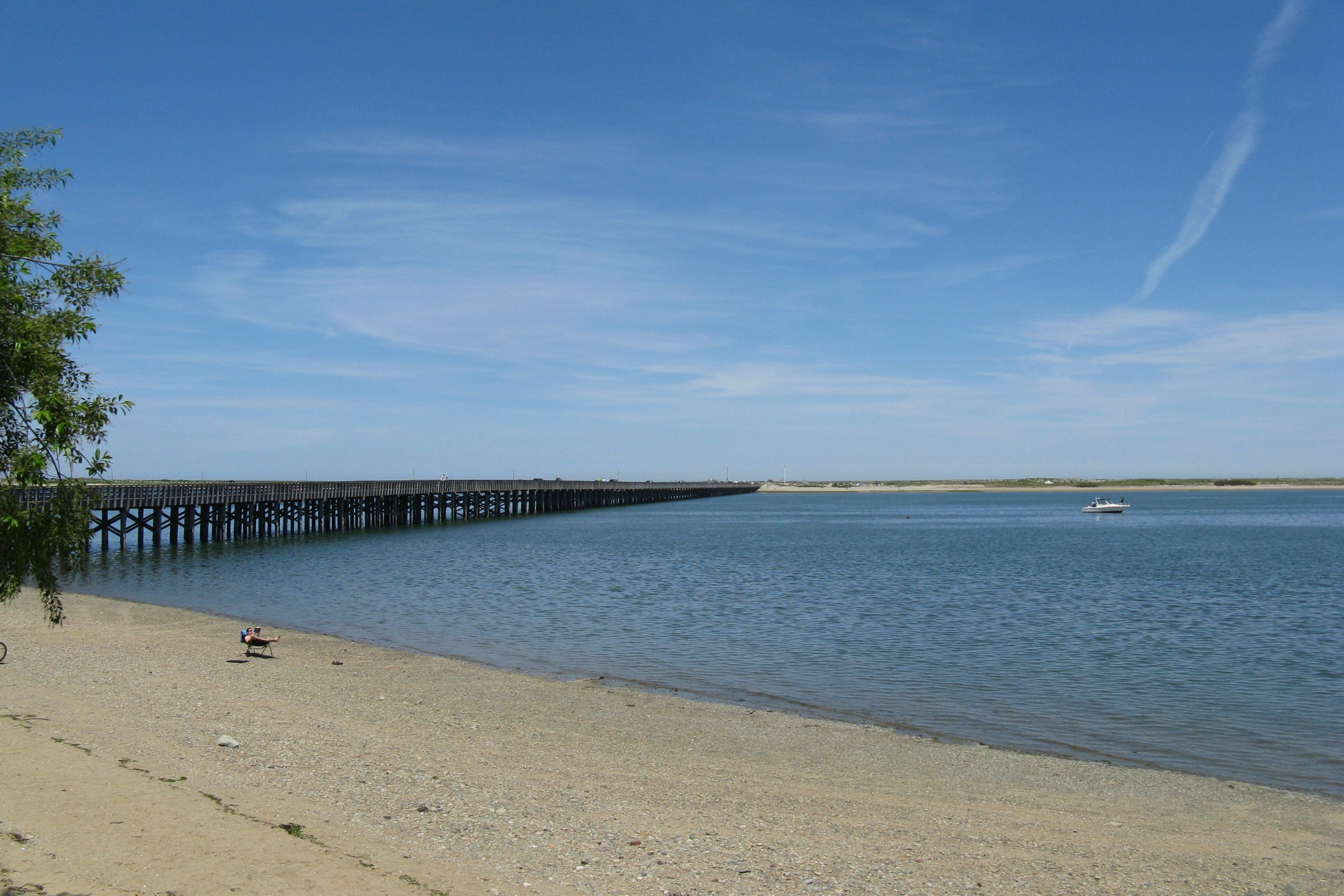
Die Powder Point Bridge in Duxbury

Im August 2011 erwarb Walt Disney Pictures die Filmrechte am Bestseller The Finest Hours – The True Story of the U.S. Coast Guard’s Most Daring Sea Rescue von Michael J. Tougias und Casey Sherman. Auf Grundlage des Romans, der teilweise auf einer wahren Begebenheit basiert, schrieben Paul Tamasy und Eric Johnson ein Skript für den Film und führten Interviews mit Überlebenden von Schiffsunglücken. Das Rettungsboot CG 36500 der US-Küstenwache, das durch den realen Einsatz 1952 besondere Berühmtheit erlangte und auf dessen Geschichte der Film basiert, ist heute ein Museumsschiff und im National Register of Historic Places eingetragen.

### Dreharbeiten
Die Dreharbeiten fanden hauptsächlich im Herbst 2014 in einem schallisolierten Hangar des Fore River Shipyards, einer stillgelegten Werft im Süden von Boston, statt. Es war erforderlich, dass die Schauspieler während der Dreharbeiten meist Nässe und Kälte ausgesetzt waren. Das Werftgelände war so groß, dass sich die Produktionsassistenten mit Rollern und Fahrrädern zwischen den einzelnen Drehorten bewegten. Weitere Drehorte befanden sich ebenfalls im US-Bundesstaat Massachusetts, darunter die Dörfer Chatham, Cohasset, Norwell, Marshfield und Quincy. Die Brückenszenen wurden an der Powder Point Bridge in Duxbury aufgenommen.

### Veröffentlichung
Der Film kam am 29. Januar 2016 in die US-Kinos und lief am 31. März 2016 in den deutschen Kinos an. Am 21. Juli 2018 erfolgte bei ProSieben die deutsche Free-TV-Premiere.

## Rezeption

### Altersfreigabe
In Deutschland ist der Film FSK 12. In der Freigabebegründung heißt es: „Der Film widmet sich ausführlich der Charakterisierung seiner starken und aufrechten Protagonisten und weist trotz einiger actionreicher Szenen keine allzu drastischen Darstellungen auf. Während Kinder unter 12 Jahren vom bedrohlichen Szenario und der Dramatik einzelner Szenen überfordert werden können, sind 12-Jährige in der Lage, diese Aspekte in den Kontext einzuordnen und zu verarbeiten. Ihnen bieten zahlreiche ruhige und nachdenkliche Szenen ausreichend Entlastung, zudem geben die Hauptfiguren und die Betonung von Werten wie Loyalität, Mut und Opferbereitschaft emotionalen Halt.“

### Kritiken
Der Film konnte bislang 63 Prozent der 202 Kritiker bei Rotten Tomatoes überzeugen. Er erhielt eine durchschnittliche Bewertung von 6/10.
Hans Schifferle von epd Film meint:  Die großen Gesten und die bombastische Musik kämpfen verzweifelt gegen eine gewisse Leere an. Die Figuren erscheinen als schemenhafte Heldenprojektionen zwischen gestern und heute.
Scott Feinberg von The Hollywood Reporter erachtet den Ton und dessen Schnitt im Film, aber auch die visuellen Effekte darin für Oscar-würdig.

### Einspielergebnis
Während der Film es auf dem nordamerikanischen Kinomarkt am Startwochenende lediglich auf Platz 4 der Box-Office-Charts schaffte, hatte er in vielen anderen Ländern einen äußerst guten Start erwischt und landete so unter anderem
in den Vereinigten Arabischen Emiraten und Ecuador auf Platz 1 der dortigen Kinocharts. Die weltweiten Einnahmen des Films liegen derzeit bei rund 52 Millionen US-Dollar (Stand 12. Juni 2016).

### Auszeichnungen
Der Hauptdarsteller Chris Pine wurde am 28. Januar 2016 für seine überzeugende Darstellung eines Mitglieds der Rettungsmannschaft im Rahmen der Premiere des Films in Boston von der örtlichen Küstenwache zum Coast Guard Chief ehrenhalber ernannt. Carter Burwell wurde im Rahmen der World Soundtrack Awards 2016 für seine Arbeit an der Filmmusik als Film Composer of the Year ausgezeichnet.

## Soundtrack
Der Original-Soundtrack zum Film stammt von Carter Burwell, umfasst 20 Titel und hat eine Gesamtlänge von 51:16 min.
Titelliste des Soundtracks
1. Meeting Miriam 1:33
2. It’s Starting to Snow 2:22
3. Pendleton Jump 1:59
4. Split 0:58
5. Lost Our Lights 1:26
6. You Don’t Have to Come Back 2:16
7. I Hope You Didn’t Kill Us 1:16
8. Volunteers 1:58
9. The 36500 1:38
10. The Bucket Line 1:47
11. The Man Shouldn’t Have Sent Them 1:42
12. Crossing the Bar 4:30
13. Pendleton Push 2:30
14. We’re All Alone 2:22
15. Four Men Lost 1:29
16. Rescue 5:02
17. Big Man, Big Sea 1:04
18. The Going Down 1:32
19. Safe Harbor 10:20
20. Haul Away Joe – Kodalin 3:32